# Basilika Unserer Lieben Frau von der Immerwährenden Hilfe (Santiago de Chile)

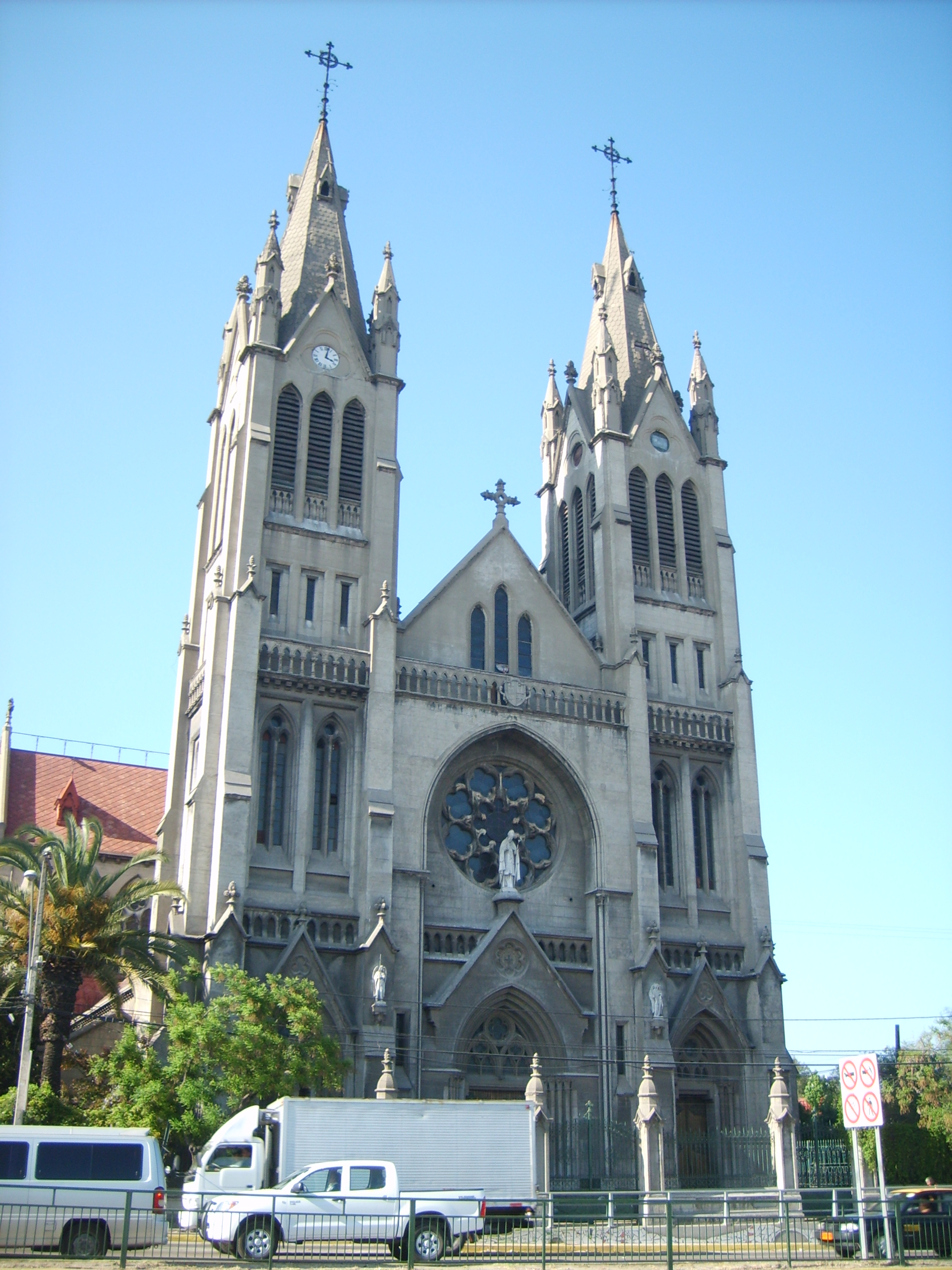
Außenansicht der Basilika

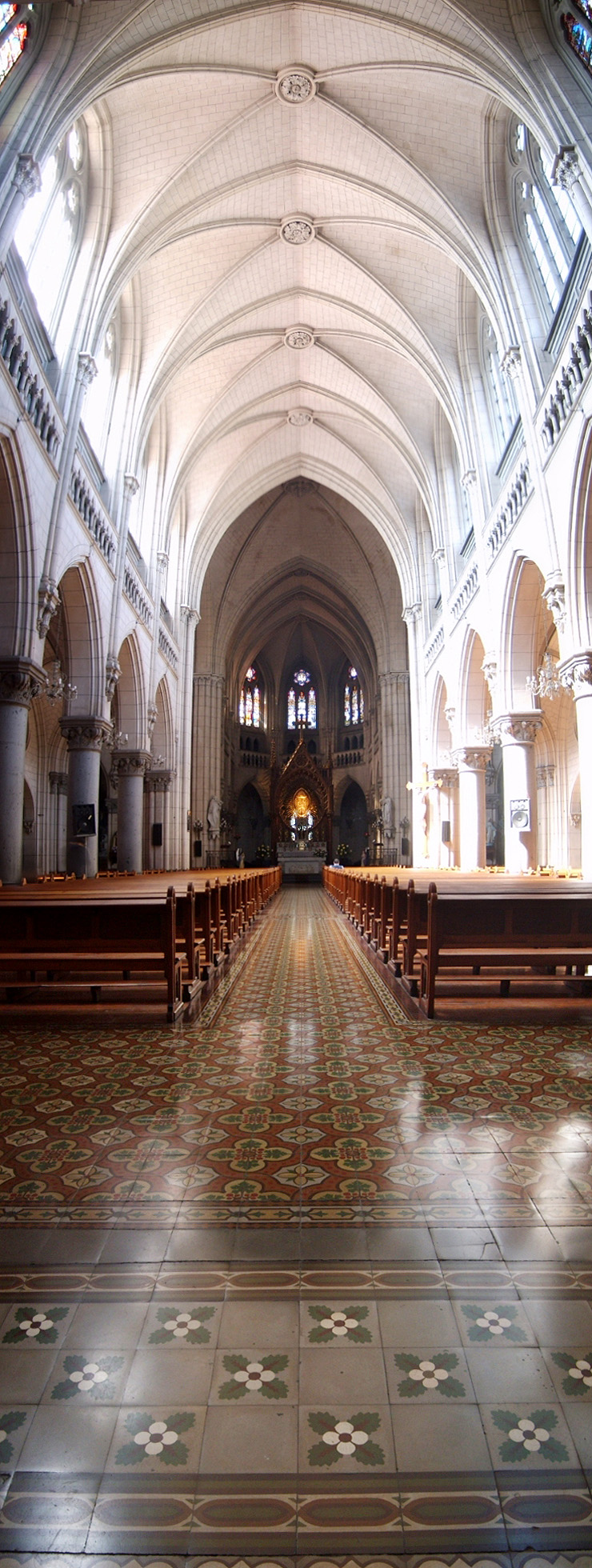
Innenraum der Basilika

Die Basilika Unserer Lieben Frau von der Immerwährenden Hilfe (spanisch Basílica de Nuestra Señora del Perpetuo Socorro) ist eine römisch-katholische Kirche in Santiago de Chile, der Hauptstadt Chiles. Die Kirche wurde von den Redemptoristen errichtet und ist wie bei ihnen verbreitet dem Patrozinium Unserer Lieben Frau von der immerwährenden Hilfe gewidmet. Die Kirche des Erzbistums Santiago de Chile trägt den Titel einer Basilica minor.

## Geschichte
Der Grundstein der Kirche wurde am 12. Dezember 1904 gelegt. Sie wurde im neugotischer Stil in Frankreich von zwei Redemptoristen, den Architekten Gustave Knockaert, bekannt als „Bruder Gerardo“, und Hubert Boulangeot entworfen. Der Belgier Gustave Knockaert (1845–1928) hatte bereits Kirchen in Madrid, Paris, Mulhouse und Les Sables-d’Olonne gestaltet. Im Jahr 1906 begann der Bau der Kirche, der nach dem Erdbeben von Valparaiso am 16. August 1906 aber schon bald unterbrochen wurde. Die Konstruktion wurde verstärkt und in Stahlbetonbauweise ausgeführt. Der Redemptoristen-Bruder Joaquín Chardin half bei der neuen Bauweise wirkte an den Spitzbögen als charakteristische Elemente der gotischen Architektur mit und entwarf auch die Tür der Sakristei aus Steineichenholz und den Schild der Kongregation, der am Eingang geschnitzt wurde.
Die Säulen der Kirche wurden als Monolithen mit Ochsenkarren aus San José de Maipo gebracht und auf der Baustelle fertig bearbeitet. Auch Teile der weiteren Steinverkleidung wurden aus San José de Maipo geliefert.
Aufgrund der Wirtschaftskrise des Salpeters und des Ersten Weltkriegs wurde der Import von Materialien behindert. Tatsächlich konnten acht der 28 Fenster und ein Rosettenfenster nur mit transparentem Glas versehen werden.
1919 wurde die Basilika mit einer Pontifikalamt unter dem Vorsitz des Erzbischofs von Santiago, Crescente Errázuriz, gesegnet. Die Kirche wurde 1926 vom Apostolischen Nuntius Benedetto Aloisi Masella geweiht und erhielt im gleichen Jahr durch Papst Pius XI. den Rang einer Basilica minor verliehen.

## Architektur
Die Basilika bietet auf einer Länge von 68 Meter und einer Breite von 30 Metern bis zu 3000 Menschen Platz. Die Eingangsfassade ist in drei Ebenen gegliedert mit einer Rosette in der Mitte und wird von zwei Türmen überragt, der dritte erhebt sich als Vierungsturm. Die höchsten Nadeltürme erreichen 55 und 65 Meter. Die Basilika hat fünf Kirchenschiffe, von denen aber nur die drei inneren fertiggestellt wurden, die anderen beiden bleiben geschlossen und werden als Korridor oder Keller genutzt. In der zweiten Etage verläuft eine umlaufende Galerie. Der Hauptaltar wurde in Belgien aus Marmor und Bronze hergestellt und in Chile mit Lingueholz und amerikanischer Eiche vollendet. In der Mitte wurde ein Bild der Jungfrau der ewigen Hilfe aufgestellt, eine Nachbildung des Gnadenbildes Unserer Lieben Frau von der immerwährenden Hilfe aufgestellt, das in der Redemptoristenkirche des Erlösers und des heiligen Alfons von Liguori in Rom steht. Die Altäre des Heiligen und Ordensgründers Alfonso Maria de Liguori und Unserer Lieben Frau vom Berg Karmel wurden von Bruder Huberto mit Basreliefs des spanischen Künstlers José Soria entworfen. Weiterhin stehen in der Basilika aus amerikanischer Eiche gefertigte Beichtstühle aus der Werkstatt Neuville Frères und eine französische Orgel, die zum historischen Denkmal erklärt wurde. 